# Baptiste Geiler

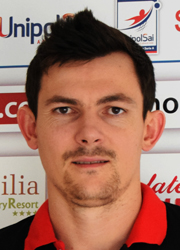
Baptiste Geiler (2016)

Baptiste Geiler (* 12. März 1987 in Montpellier) ist ein französischer Volleyballspieler.

## Karriere
Geiler ist der Sohn der ehemaligen Nationalspieler Brigitte Boulay und Christophe Geiler; sein Bruder Loïc Geiler spielt ebenfalls Volleyball. Er begann seine eigene Karriere 2004 beim Centre national de volley-ball, dem Nachwuchsteam des französischen Volleyballverbands. 2007 wechselte er zu Montpellier UC. 2008 erreichte der Außenangreifer mit dem Verein seiner Heimatstadt das nationale Pokalfinale. 2009 wurde er mit der französischen Nationalmannschaft in der Türkei Vize-Europameister. Anschließend wechselte er zu Arago de Sète. 2013 wurde Geiler vom deutschen Bundesligisten VfB Friedrichshafen verpflichtet. In der Saison 2014/15 gewann er mit dem VfB Friedrichshafen das nationale Double aus Deutscher Meisterschaft und DVV-Pokalsieg. 2016 wechselte Geiler nach Italien zu Tonno Callipo Vibo Valentia.